# Cycliostephanus calicatus
Cycliostephanus calicatus är en rundmaskart. Cycliostephanus calicatus ingår i släktet Cycliostephanus, och familjen Strongylidae. Arten är reproducerande i Sverige.